# Golden Sax Love Songs
Golden Sax Love Songs är ett studioalbum av det svenska dansbandet Thorleifs, släppt 2011.

## Låtlista
1. "Don't Cry for Me Argentina"
2. "Blue Hawaii"
3. "Andante, Andante"
4. "Sway"
5. "The Last Farewell"
6. "Indian Love Call"
7. "Spanish Eyes"
8. "My Heart Will Go On"
9. "Be My Baby"
10. "The Great Pretender"
11. "Forever And Ever"
12. "I'm Forever Blowing Bubbles"

## Listplacering
| Lista (2011) | Topplacering |
| ------------ | ------------ |
| Sverige      | 4            |